# Стојан Малчић
Стојан Малчић (Рекавице, 1. фебруар 1948 — Бања Лука, 26. јун 2017) био је пуковник Војске Републике Српске. Током Одбрамбено-отаџбинског рата био је начелник Управе за персоналне послове у Сектору за организацијско-мобилизацијске и персоналне послове Генералштаба Војске Републике Српске

## Биографија
Eкономску школу завршио је 1967. у Бањој Луци, а у Београду Војноекономску академију 1971. и Високу војнополитичку школу ЈНА 1990. године. Службовао је у гарнизону Сарајево. Службу је завршио на дужности наставника на Катедри интендантске опреме и услужних дјелатности у Центру војних школа „Генерал армије Коста Нађ“, у чину потпуковника. У ВРС је био од дана њеног оснивања до пензионисања, 5. маја 1997. Био је начелник Управе за персоналне послове у Сектору за организацијско-мобилизацијске и персоналне послове ГШ ВРС, уједно и замјеник начелника Сектора. У чин пуковника унапријеђен је 16. децембра 1992. У ЈНА је одликован Медаљом за војне заслуге III реда (1974), Орденом народне армије са златном звијездом (1980) и Орденом заслуга за народ са златном звијездом (1987), а у ВРС Орденом Карађорђеве звијезде II реда (1994).